# Кимија Јуј
Кимија Јуј (јап. 油井 亀美也) јапански је астронаут и потпуковник оружаних снага Јапана. Астронаут је постао 2009. Први пут је у свемир полетео 22. јула 2015. руском летелицом Сојуз ТМА-17М и боравио је на Међународној свемирској станици као члан Експедиција 44/45. На Земљу се вратио скоро пет месеци касније, 11. децембра 2015. До сада је акумулирао 141 дан у свемиру.

## Галерија
- Бадеми за ужину у јапанском модулу Кибо
- Вратоломије са пристиглим свежим намирницама
- Јуј и Линдгрен прослављају свој 100. дан у орбити
- Кимија након слетања Сојуза